# LS Models
LS Models est une marque belge de modèles réduits ferroviaires créée en 1992. 

## Histoire

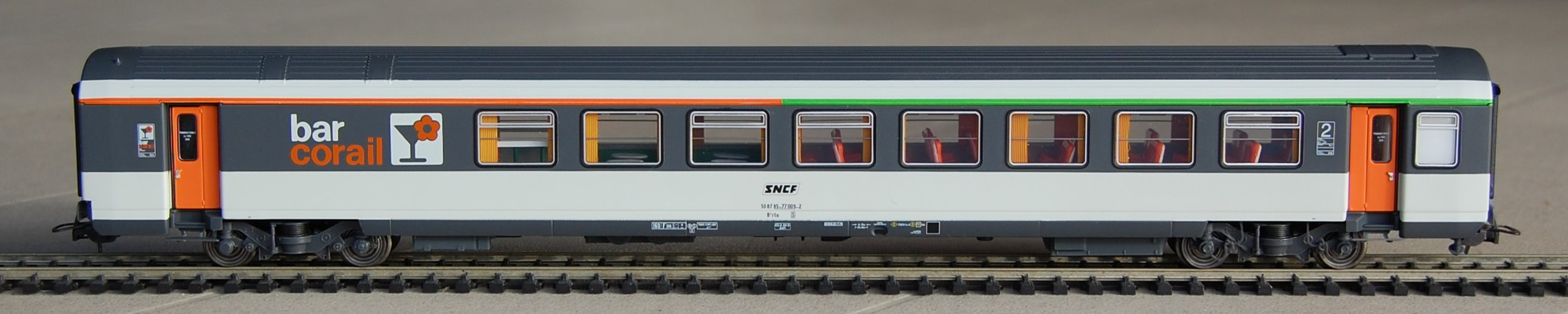
Exemple de voiture Corail LS Models.

La société LS Models a été créée en 1992 par Daniel Piron. 
Elle a dans un premier temps fait réaliser par Jouef des versions belges de wagons céréaliers, de wagons plats de type Res, de fourgons porte-autos type DDm ou encore de voitures restaurant ex-CIWL. Puis elle a conçu de nouveaux modèles pour le compte de Rivarossi : wagons céréaliers, voitures-lits des types MU et T2 ou encore des wagons plats à bogies de type Rs.
Durant les années 1995 à 2001, LS Models est également devenu importateur pour la Belgique de différentes marques comme Jouef, Piko, Electrotren, Rivarossi, Lima, Arnold, Bemo et Sachsenmodelle.
C'est en 1998 que LS Models entreprend la réalisation de son propre programme en collaboration avec Sachsenmodelle. Mais la faillite de ce dernier met fin au projet. En 2000, le projet renaît avec Heris que vient de créer Helmut Richthammer, l'ex-PDG de Sachsenmodelle. Les modèles sont fabriqués par Modern Gala à Hong Kong, aux échelles HO, TT et N.
Les premiers modèles produits sont les voitures I10 de la SNCB. L'accueil de ces voitures et des suivantes par le public et les spécialistes est tel que de nombreux prix sont remportés en Belgique.
À la suite de difficultés contractuelles avec le fournisseur chinois en 2003, l'entreprise a mis fin à sa coopération commerciale avec Heris et a fait fabriquer ses modèles sans intermédiaires, directement à l'usine de Modern Gala.